# Štola Rohatiny I
Štola Rohatiny I este o arie protejată (arie specială de conservare — SAC, sit de importanță comunitară — SCI) din Republica Cehă întinsă pe o suprafață de 0,04 ha, integral pe uscat.

## Localizare
Centrul sitului Štola Rohatiny I este situat la coordonatele 49°55′57″N 13°29′49″E / 49.9325°N 13.496944°E.

## Înființare
Situl Štola Rohatiny I a fost declarat sit de importanță comunitară în aprilie 2005 pentru a proteja 1 specie de animale. Situl a fost protejat și ca arie specială de conservare în martie 2016.

## Biodiversitate
Situată în ecoregiunea continentală, aria protejată nu include niciun habitat protejat.
La baza desemnării sitului se află o specie protejată de  mamifere: liliac comun (Myotis myotis).